# Метрополітен Порту-Алегрі
Метрополітен Порту-Алегрі (порт. Metrô de Porto Alegre) — система ліній метрополітену в Порту-Алегрі, Бразилія. Складається з двох ліній, довжиною в 43,4 км. Щодня перевозить більше 150 000 мешканців і гостей столиці штату Ріо-Гранде-ду-Сул.

## Історія
Рішення щодо побудови метрополітену в Ресіфі було прийнято на початку 80-х років XX-го століття. В 1980 році міністерством транспорту Бразилії через кілька його державних корпорацій (бразильською залізницею, муніципальними транспортними структурами та муніципалітетами) були підписані остаточні установчі документи щодо оператора майбутнього метро та будівельними підрядчиками.
В 1982 році було закладено перший камінь під будівництво метрополітену в штаті Ріо-Гранде-Ду-Сул. А вже в лютому 1984 року затверджені всі угоди та документи із «Trensurb», яка й управляє всією інфраструктурою метрополітену, інтегруючи його в усю транспортну систему Бразилії.
Початкову ділянку яка складалася з 15 станцій та 27 км було відкрито в 1985 році, вона з'єднювала центр міста із його північними районами. Сама гілка метро була прокладена вздовж дуже насиченого шосе BR-116. Відтак вона суттєво розвантажила головну транспортну артерію міста.
Впродовж наступних років експлуатації метро Порту-Алегрі, його час від часу подовжували і, таким чином, воно тепер сягає 43 кілометрів.
В 2013 році була побудована окрема гілка метро (протяжністю до 1 кілометра), яка сполучає місцевий аеропорт із його міжнародним терміналом.

## Лінії метро
| Лінія           | Кінцеві станції         | Дата відкриття  | Протяжність | Кількість станцій | Тривалість їзди (хв.) | Графік руху               |
| --------------- | ----------------------- | --------------- | ----------- | ----------------- | --------------------- | ------------------------- |
| Азул            | Mercado ↔ Novo Hamburgo | 1985            | 43,4 km     | 22                | 53                    | щоднини (з 5.00 по 23.20) |
| Аеропорт        | Trensurb ↔ Infraero     | 28 лютого 2005  | 0.814 km    | 2                 | 2                     | щоднини (з 5.00 по 23.20) |
| Загалом (C1+C2) | Загалом (C1+C2)         | Загалом (C1+C2) | 44,2 km     | 24                | ---                   | ---                       |

## Галерея

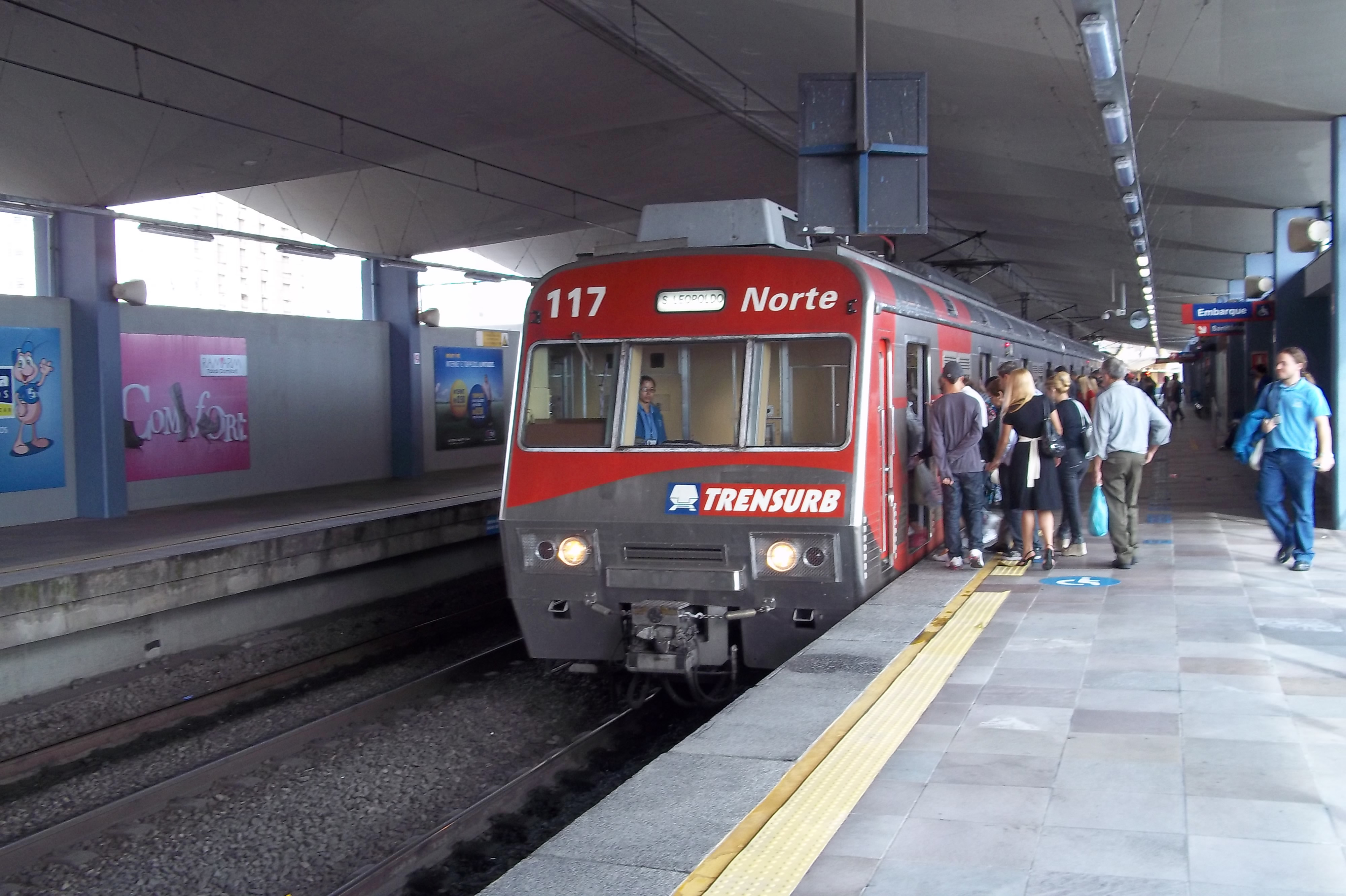
Станція Mercado
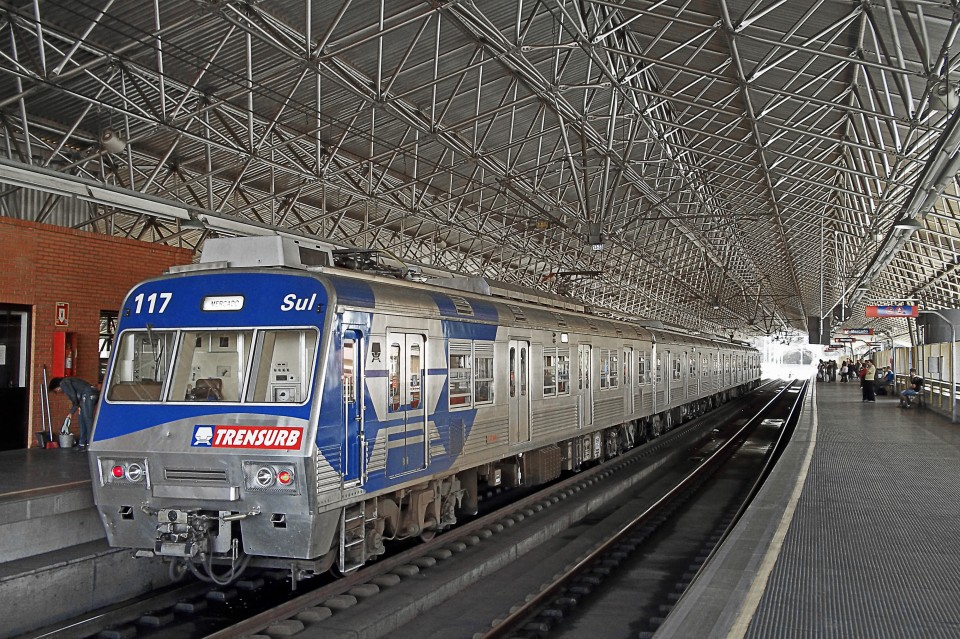
Станція São Leopoldo
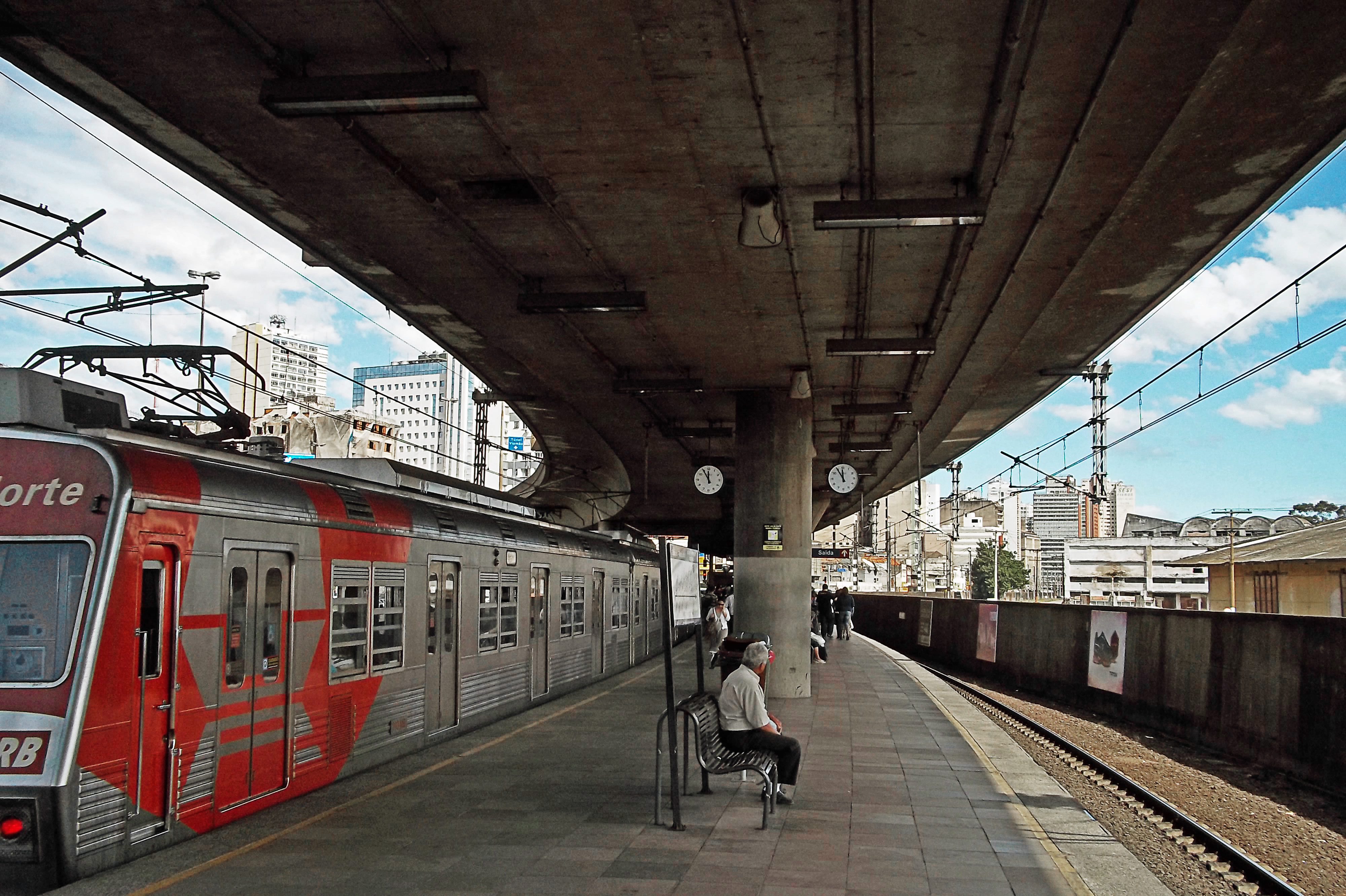
Станція Rodoviária